# 玛丽亚布赫-费施特里茨
玛丽亚布赫-费施特里茨是奥地利施蒂利亚州尤登堡县的一个市镇。总面积28.47平方公里，总人口2287人，人口密度80.3人/平方公里（2005年）。